# Евсята
 Евсята  — опустевшая деревня в Афанасьевском районе Кировской области в составе Ичетовкинского сельского поселения.

## География
Расположена на расстоянии примерно 18 км на восток-северо-восток от райцентра поселка  Афанасьево.

## История
Была известна с 1939 года как деревня Евсятская, в 1950 хозяйств 5 и жителей 24, в 1989 8 жителей. Современное название с 1978 года .  

## Население
Постоянное население составляло 4 человека (русские 100%) в 2002 году, 0 в 2010.